# 迪氏錫伯鯰
迪氏錫伯鯰，為輻鰭魚綱鯰形目北非鯰科的其中一種，分布於非洲喀麥隆Sanaga流域，體長可達8.9公分，棲息在底層水域，屬肉食性，生活習性不明。

## 擴展閱讀
維基物種上的相關：迪氏錫伯鯰